# 刘阳 (莒县县令)
刘陽（？—？）沛国人，汉朝宗室。
刘阳在东汉出任莒县县令，年仅三十岁就去世，所以后世很少有人知道。当初，刘阳认为东汉政权逐渐衰落，他知道曹操有出众的才能，担心曹操成为东汉的祸害，就意图铲除曹操却没能成功。
曹操掌权后，非常急迫的搜索刘阳的嫡长子。刘阳的儿子惶恐窘迫，没有地方逃匿。刘阳的亲戚和故交旧友虽然多，没有敢藏匿他儿子的。只有刘阳的朋友王朗收受了刘阳的儿子很多年，等到王朗从会稽郡太守的职位上返回朝廷，又多次向曹操开脱解救。曹操很久之后才赦免了刘阳的儿子，刘阳的家庭因此得以保全。